# ساهارسا
ساهارسا رمزها «SH» (بالإنجليزية: Saharsa)‏ ، هو تقسيم إداري لدولة الهند تتبع ولاية بيهار (بالإنجليزية: Bihar)‏ ، مركزها هو مدينة ساهارسا (بالإنجليزية: Saharsa)‏ عدد سكانها حسب تعداد سنة 2001 هو 1,897,102 ، مساحتها 1,702 كم² وكثافة السكان 1125 لكل كم² .